# Mandy Meloon
Mandy Meloon (15 de febrero de 1981) es una deportista estadounidense que compitió en taekwondo. Ganó dos medallas en el Campeonato Mundial de Taekwondo en los años 1997 y 2005, y dos medallas en el Campeonato Panamericano de Taekwondo en los años 1996 y 2000.

## Palmarés internacional
| Campeonato Mundial      | Campeonato Mundial | Campeonato Mundial | Campeonato Mundial |
| Año                     | Lugar              | Medalla            | Categoría          |
| ----------------------- | ------------------ | ------------------ | ------------------ |
| 1997                    | Hong Kong (China)  | Medalla de bronce  | –47 kg             |
| 2005                    | Madrid (España)    | Medalla de bronce  | –47 kg             |
| Campeonato Panamericano |                    |                    |                    |
| Año                     | Lugar              | Medalla            | Categoría          |
| 1996                    | La Habana (Cuba)   | Medalla de oro     | –47 kg             |
| 2000                    | Oranjestad (Aruba) | Medalla de bronce  | –51 kg             |